# Turnow-Preilack
Turnow-Preilack település Németországban, azon belül Brandenburgban. Lakosainak száma 1102 fő (2023. december 31.). Turnow-Preilack Drachhausen, Drehnow, Peitz, Tauer, Schenkendöbern és Cottbus községekkel határos.

## Népesség
A település népességének változása:
| Lakosok száma | 1145 | 1136 | 1110 | 1103 | 1102 |
|               | 2017 | 2019 | 2021 | 2022 | 2023 |